# كاثرين ونايت (فنانة)
كاثرين ونايت هي فنانة كندية، ولدت في 1955.